# Pseudosinghala regalis
Pseudosinghala regalis är en skalbaggsart som beskrevs av Gilbert John Arrow 1901. Pseudosinghala regalis ingår i släktet Pseudosinghala och familjen Rutelidae. Inga underarter finns listade i Catalogue of Life.